# Erik Cajanus
Erik Cajanus, född 1695 i Sotkamo socken, död 1754 i Kronoby, var en svensktalande finländsk präst. Cajanus är den latiniserade formen av den finländska staden Kajana.
Cajanus skötte redigeringen av 1701 års psalmbok efter Johannes Gezelius d.y. sammanställning av psalmer på finska.